# I. e. 427
Évszázadok: i. e. 6. század – i. e. 5. század – i. e. 4. század
Évtizedek: i. e. 470-es évek – i. e. 460-as évek – i. e. 450-es évek – i. e. 440-es évek – i. e. 430-as évek – i. e. 420-as évek – i. e. 410-es évek – i. e. 400-as évek – i. e. 390-es évek – i. e. 380-as évek – i. e. 370-es évek
Évek: i. e. 432 – i. e. 431 – i. e. 430 – i. e. 429 –  i. e. 428 – i. e. 427 – i. e. 426 – i. e. 425 – i. e. 424 – i. e. 423 – i. e. 422

## Események

### Görögország
- június eleje: a peloponnészoszi háborúban a spártaiak a negyedik attikai hadjáratot indítják és feldúlják Marathon környékét.
- június vége/július eleje: az athéniak ellen fellázadt és az általuk ostromolt leszboszi város, Mütiléné megadja magát röviddel a segítségére siető spártai flotta megérkezése előtt. Az athéni Kleon súlyos büntetést mér rájuk, mintegy ezer lázadót kivégeztet (eredetileg a város teljes férfilakosságát kiirtotta volna), leromboltatja a városfalat és elkobozza a mütilénéi flottát. Leszbosz városaiba athéni telepeseket költöztetnek (Methümna kivételével, amely lojális maradt Athénhoz).
- július: a demokrata Peithiasz meggyilkolása után polgárháború tör ki Kerküra (Korfu) szigetén az arisztokrata és demokrata párt között, ami a demokraták győzelmével végződik.
- nyár: a spártaiak és a thébaiak több éves ostrom után elfoglalják Plataiai városát; a férfiakat kivégzik, a nőket eladják rabszolgának.
- szeptember vége: hogy elvágja Spárta gabonautánpótlását, Athén flottát küld Szicíliába megsegíteni Leontinoi városát, amelyet a Spárta-párti Szürakuszai veszélyeztet. Az expedíció nem járt sikerrel, ezért Kleón bíróság elé állíttattja annak vezetőjét, Lakheszt.
- II. Arkhidamosz spártai király átadja trónját fiának, II. Agisznak.
- Athénban konfliktus tör ki a demokrata párt vezére, Kleon és a konzervatív Nikiasz között, mert Kleón 200 talentumos különadót vet ki a háború finanszírozására. A Káriába küldött adóbeszedő expedíció ellenállással találkozik és súlyos veszteségeket szenved.

### Róma
- november 17: Gaius Servilius Structus Ahala és Lucius Papirius Mugillanus (utóbbi másodszor) consulságának kezdete.
- elfogadják a lex de bello indicendo törvényt, melynek értelmében a Comitia centuriata elfogadhatja vagy elutasíthatja a hadüzeneteket.
- a quaestori hivatalt ezentúl plebejusok is betölthetik.

### Kultúra
- bemutatják Arisztophanész Lakomázók c. komédiáját, amely az athéni Dionüszia fesztiválon második helyezést ér el.

### Katasztrófák
- 427/426 tele: Athénban tovább pusztít az attikai járvány.

## Születések
- (vagy i.e. 428) Platón, görög filozófus
- Kóan japán császár

## Halálozások
- II. Arkhidamosz spártai király
- Peithiasz kerkürai politikus

## Fordítás
- Ez a szócikk részben vagy egészben  a(z)   427 v. Chr. című német Wikipédia-szócikk ezen változatának fordításán alapul.  Az eredeti cikk szerkesztőit annak laptörténete sorolja fel. Ez a jelzés csupán a megfogalmazás eredetét és a szerzői jogokat jelzi, nem szolgál a cikkben szereplő információk forrásmegjelöléseként.